# Ruotsinpyhtää
Ruotsinpyhtää en finés o Strömfors en idioma sueco, fue una municipalidad de Finlandia.
Está ubicada en la provincia del Sur de Finlandia, en la parte oriental de la región de Uusimaa Oriental. El municipio tiene una población de 2.895 (al 2004), y cubre un área de 292.96 km², de los cuales 31.11 km² es agua. La densidad poblacional es de 11.06 hab/km².
El municipio es bilingüe, siendo la mayoría fino parlantes, y el resto sueco parlante.

## Historia
El municipio de Ruotsinpyhtää fue establecido en 1743, como resultado de la Paz de Turku, cuando se estableció una nueva frontera entre el Reino de Suecia y el Imperio ruso, línea que fue trasada a través del municipio de Pyhtää. La mitad quedó en el lado sueco, y la mitad oriental en Rusia.
Ruotsinpyhtää ha sido sede de importantes industrias por más de 300 años. Strömfors, el nombre de la antigua siderúrgica, aún se usa como el nombre en sueco del municipio.
Ruotsinpyhtää es hoy un municipio rural industrializado. Lo que solían ser almacenes y parte de la siderúrgica, hoy sirven como locales para artesanos que exhiben sus productos todo el año.

## Parroquia
La historia de la parroquia de Ruotsinpyhtää comienza con la Paz de Turku en 1743. La parroquia ha contado con un templo desde 1770. Este templo representa una rareza en la arquitectura tradicional finlandesa, al ser de diseño octagonal. El templo fue sometido a renovación en 1898, introduciéndole más decoraciones de las que tenía originalmente.

## Personajes famosos
- Pamela Tola

## Imágenes

Galería de imágenes
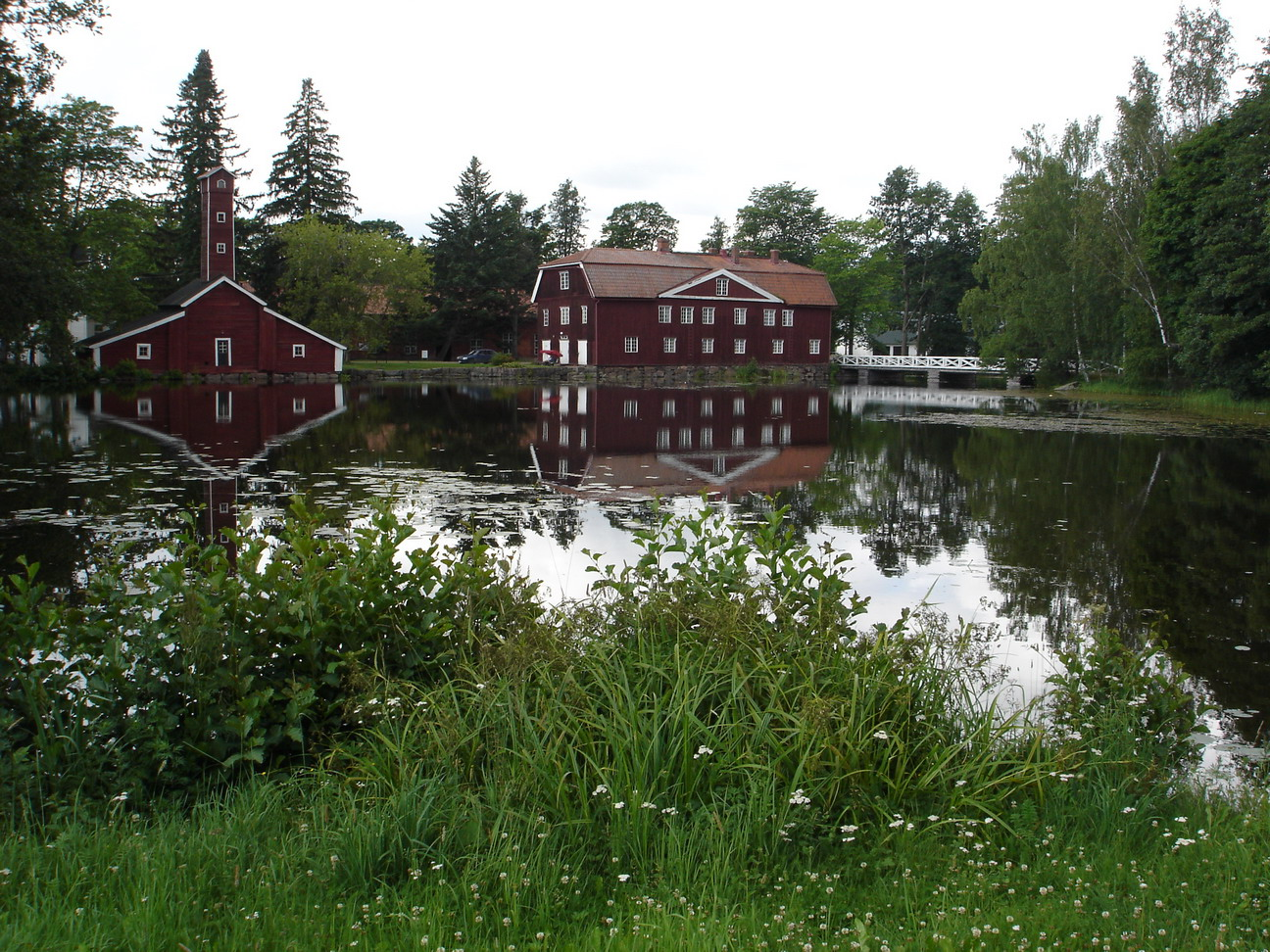
Antiguas dependencias de la siderúrgica del pueblo.
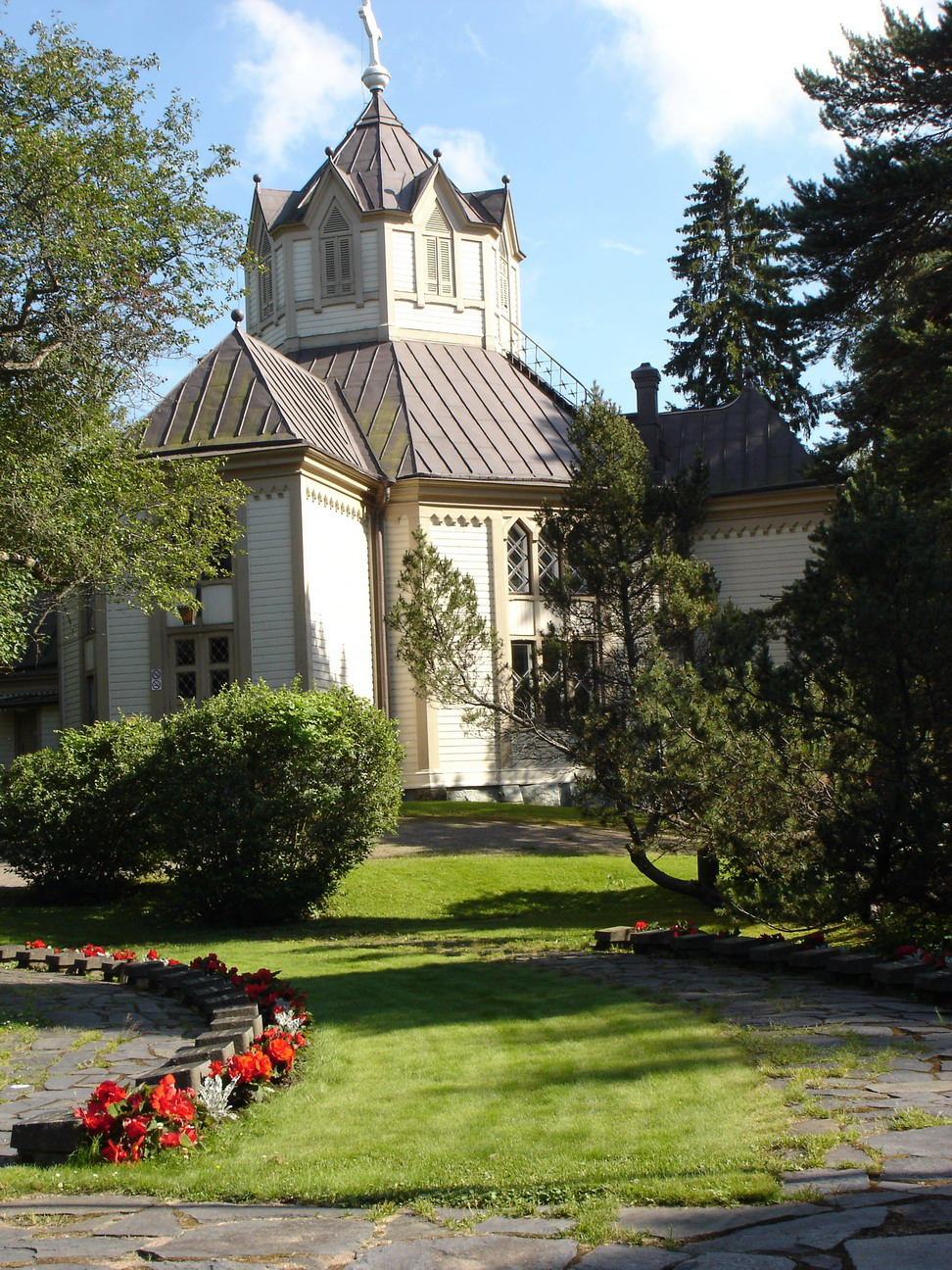
Templo de Ruotsinpyhtää.

- Datos: Q999193
- Multimedia: Ruotsinpyhtää / Q999193